# Wünschendorf/Elster
Wünschendorf/Elster è un comune di 2 788 abitanti della Turingia, in Germania. Appartiene al circondario di Greiz.